# Reinhold Svensson

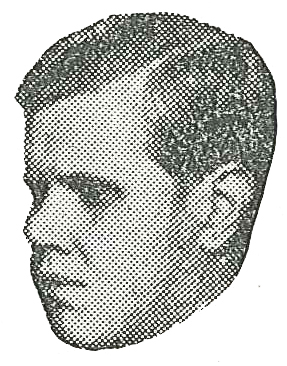
Reinhold Svensson (1940-talet).

Reinhold Svensson, även känd som Ragtime Reinhold, född den 20 december 1919 i Husum i Ångermanland, död den 23 november 1968 i Sundbybergs församling, var en svensk jazzpianist, kompositör och musikarrangör.

## Biografi
Svensson förlorade synen några månader efter födseln. Han utbildade sig till pianostämmare, och tog examen 1939. Efter vidare studier avlade han organistexamen vid Musikhögskolan i Stockholm 1941. Han engagerades bland annat i Putte Wickmans orkester och blev en internationellt erkänd jazzpianist. Bildade en egen orkester 1942 och ledde den fram till 1948, varefter han åter spelade i Putte Wickmans orkester. 
Reinhold Svensson ingick i den så kallade Parisorkestern 1949.
Tillsammans med Charlie Norman spelade han under 1950–1951 in några skivor under namnet Ralph & Bert Berg och "Olson Brothers".

## Filmografi

### Musik
- 1955 – Blunda ett ögonblick och tänk
- 1966 – Ormen

### Roller
- 1948 – Musik i mörker